# Kogoué
Kogoué är en ort i Burkina Faso.   Den ligger i provinsen Province du Houet och regionen Hauts-Bassins, i den västra delen av landet, 300 km väster om huvudstaden Ouagadougou. Kogoué ligger 355 meter över havet och antalet invånare är 1 206.
Terrängen runt Kogoué är platt. Runt Kogoué är det ganska glesbefolkat, med 47 invånare per kvadratkilometer.. Närmaste större samhälle är Kouroumani, 10,2 km sydväst om Kogoué.
Omgivningarna runt Kogoué är en mosaik av jordbruksmark och naturlig växtlighet.